# Оскар Вилежал
Оскар Вилежал (мађ. Vilezsál Oszkár; Шалготарјан, 17. септембар 1930 — Гед, 20. јул 1980) био је мађарски фудбалер, члан Олимпијске репрезентације Мађарске, играо је на позицији нападача.

## Каријера

### Клуб
Између 1948. и 1954. био је фудбалер БТЦ-а у Шалготарјану. Одиграо је укупно 148 прволигашких утакмица за свој матични тим. Године 1954. преселио се у Ференцварош, који се тада звао Кинижи Бп. Овде је 1958. године био члан победничког тима мађарског фудбалског купа у сезони 1962-63, а у сезони 1964. године био је члан тима који је освојио првенство. Био је део победе Ференцвароша Купу сајамских градова 1965. године. Његов последњи меч у Фрадију био је против шпанског ФК Билбао у Непстадиону, завршио је победом од 1 : 0. У ФТЦ је одиграо укупно 389 утакмица (229 лигашких, 146 међународних, 14 домаћих  мечева у купу), постигао 92 гола (51 лигашка, 41 осталих).

### Репрезентација
Године 1960. био је члан мађарског олимпијског тима на Олимпијади у Риму. Са репрезентацијом је освојио бронзану медаљу.

## Достигнућа
- Прва лига Мађарске у фудбалу
  - шампион: 1962/63, 1964
- Куп Мађарске у фудбалу (MNK)
  - победник: 1955/58.
- Куп сајамских градова (КСГ)
  - победник: 1964/65.
- Члан Ференцварошеве Куће славних 1974.